# Macruroplus
Macruroplus is een geslacht van straalvinnige vissen uit de familie van rattenstaarten (Macrouridae).